# Cordia alliodora
Cordia alliodora är en strävbladig växtart som först beskrevs av Hipólito Ruiz López och Pav., och fick sitt nu gällande namn av Lorenz Oken. Cordia alliodora ingår i släktet Cordia, och familjen strävbladiga växter. Inga underarter finns listade i Catalogue of Life.

## Bildgalleri

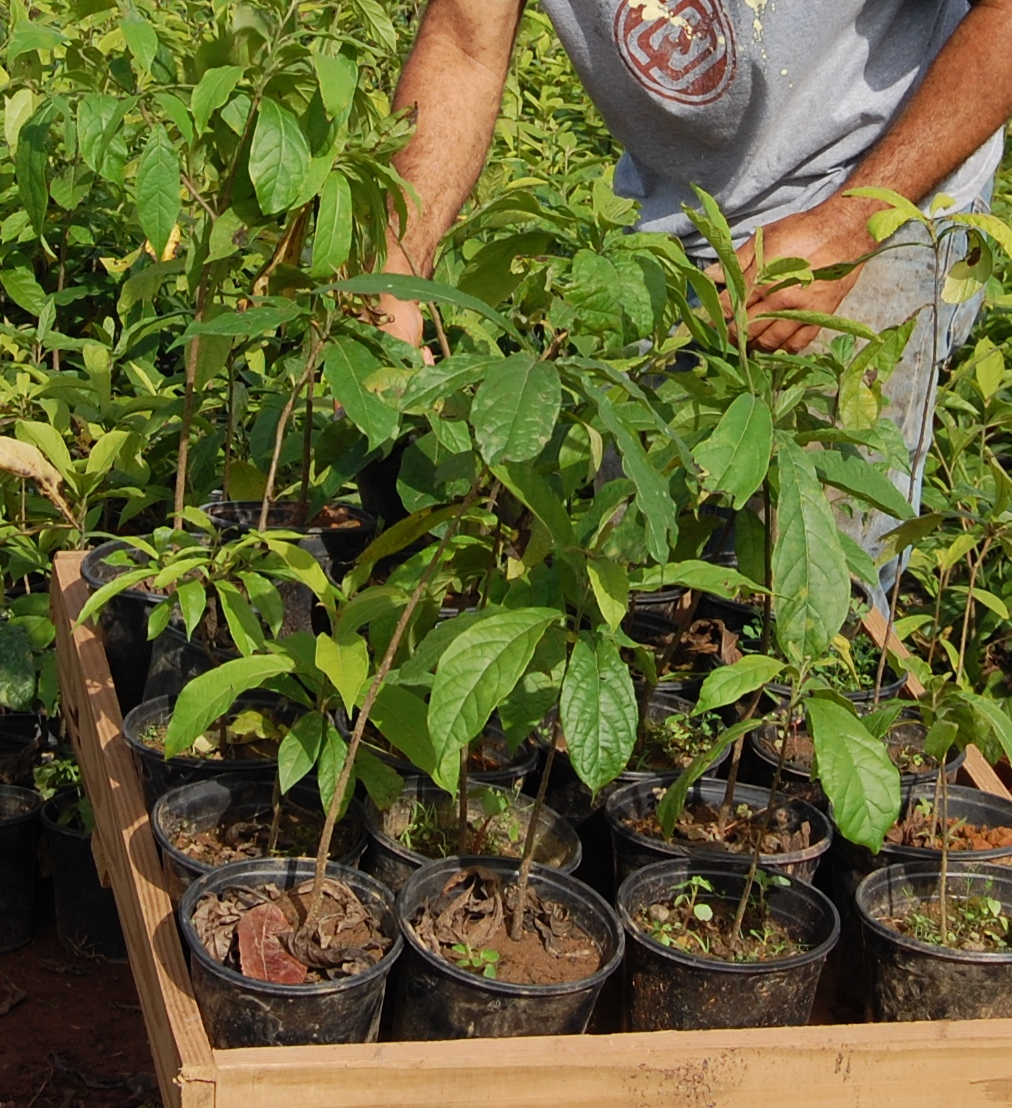